# Leány gyöngy fülbevalóval (film)
A Leány gyöngy fülbevalóval (eredeti cím: Girl with a Pearl Earring) Tracy Chevalier azonos című regényéből készült angol-luxemburgi filmdráma Peter Webber rendezésében, melyet 2003-ban mutattak be. A főszerepeket Colin Firth (Johannes Vermeer) és Scarlett Johansson (Griet) játssza. Címét a híres holland festő, Jan Vermeer van Delft azonos című festménye után kapta.

## Cselekmény
|  | Alább a cselekmény részletei következnek! |

Griet fiatal lány, aki az 1660-as évek Hollandiájában él. Miután az édesapja, aki csempefestő, megvakul egy kemencerobbanás során, a tizenhét éves Grietnek dolgoznia kell, hogy eltarthassa a családját. Cselédnek szegődik el Johannes Vermeer házába, ahol lassanként magára vonja a festő figyelmét. Habár egy világ választja el őket neveltetésben és társadalmi helyzetükben, Vermeer ráébred, hogy Griet ösztönösen megérti a színek és a fények kompozícióját, és lassanként bevezeti a festményeinek titokzatos világába.
Vermeer maximalista, akinek gyakran hónapokba telik, hogy befejezzen egy festményt. Éles eszű és pragmatikus anyósa, Maria Thins keményen küzd azért, hogy fenntartsa a család pazar életmódját Vermeer festményeinek jövedelméből. Látva, hogy Griet ihletőleg hat Vermeerre, úgy dönt, hogy szemet huny vejének Griettel kialakult kapcsolata felett. Vermeer csintalan, tizenkét éves lánya, Kornélia, aki többet lát és hall a kelleténél, féltékeny lesz apja és Griet bensőséges kapcsolatára és mindenképpen ártani akar Grietnek.
Tovább bonyolítja a történetet Pieter, a helyi mészáros fia, aki hevesen udvarol Grietnek, valamint Vermeer mecénása, a gazdag és kéjvágyó Van Ruijven, akit zavar az a tény, hogy hatalmas vagyona ellenére nem tudja befolyásolni a művészt. Miközben Grietet egyre jobban lenyűgözi a festő, nem lehet biztos ennek iránta való érzelmeiben. Van Ruijven, ráérezve a festő és a lány közötti meghitt kapcsolatra, megrendeli Vermeertől Griet portréját. Vermeer elvállalja a rendelést, de titokban tartja munkáját a féltékeny feleségétől, Catharinatól, valamint azt is, hogy Grietet ennek gyöngy fülbevalójában festi le. Kornélia azonban rájön, hogy Griet modellt ül az apjának és beárulja őket Catharinának, aki őrjöngve követeli Vermeert, hogy láthassa a készülő festményt, majd elbocsátja Grietet szolgálatából. A festő és a lány nem válthatnak búcsúszót egymással, de a film utolsó jelenetében, a már hazaköltözött Grietnek a Vermeer család szakácsnője átadja a gyöngy fülbevalókat, anélkül, hogy megnevezné a küldő személyt.

## Szereplők
- Johannes Vermeer – Colin Firth (magyar hangja: Csankó Zoltán)
- Griet – Scarlett Johansson (magyar hangja: Solecki Janka)
- Piet van Ruijven – Tom Wilkinson (magyar hangja: Szilágyi Tibor)
- Maria Thins – Judy Parfitt (magyar hangja: Pásztor Erzsi)
- Pieter – Cillian Murphy (magyar hangja: Welker Gábor)
- Catharina Vermeer – Essie Davis (magyar hangja: Hámori Eszter)
- Cornelia Vermeer – Alakina Mann (magyar hangja: Czető Zsanett)
- Tanneke – Joanna Scanlan (magyar hangja: Kerekes Andrea)
- Griet apja – Chris McHallem (magyar hangja: Bolla Róbert)
- Griet anyja – Gabrielle Reidy (magyar hangja: Koffler Gizi)
- Frans – Rollo Weeks
- Maertge – Anna Popplewell (magyar hangja: Tamási Nikolett)
- Lisbeth – Anaïs Nepper (magyar hangja: Kántor Kitty)
- Aleydis – Melanie Meyfroid (magyar hangja: Talmács Márta)
- Johannes – Nathan Nepper
- Paul, hentes – Geoff Bell (magyar hangja: Beratin Gábor)
- Emilie Van Ruijven – Virginie Colin
- Van Ruijven lánya – Sarah Drews
- Pap – Robert Sibenaler (magyar hangja: Kajtár Róbert)

További magyar hangok: Fehér Péter, Hegedüs Miklós, Mandel Helga, Orgován Emese, Seder Gábor, Szabó Máté